# Kadleroshilik
La rivière Kadleroshilik est un cours d'eau d'Alaska, aux États-Unis situé dans le borough de North Slope.

## Description
Longue de 90 milles (145 km), elle coule en direction du nord vers Foggy Island Bay à 41 milles (66 km) dans la plaine arctique.
Elle a été référencée par Leffingwell en 1919.

## Sources
- (en) « Kadleroshilik », Geographic Names Information System